# Confrançon
Confrançon település Franciaországban, Ain megyében. Lakosainak száma 1357 fő (2022. január 1.). Confrançon Curtafond, Mézériat, Polliat, Saint-Didier-d’Aussiat és Saint-Genis-sur-Menthon községekkel határos.

## Népesség
A település népességének változása:
| Lakosok száma | 657  | 720  | 805  | 1048 | 1321 | 1329 | 1336 | 1333 | 1339 | 1357 |
|               | 1968 | 1982 | 1990 | 2006 | 2013 | 2015 | 2017 | 2019 | 2020 | 2022 |